# Hansa-Brandenburg W.12
Hansa-Brandenburg W.12 – niemiecki wodnosamolot myśliwski z okresu I wojny światowej. Po I WŚ był także używany i produkowany przez Holandię (używała go jej marynarka wojenna – Koninklijke Marine), w której znano go jako Van Berkel W-A.

## Historia
Oblatany na początku 1917 roku pływakowy wodnosamolot myśliwski Hansa-Brandenburg W.12 był następcą pierwszego wodnosamolotu konstrukcji Ernsta Heinkela – jednomiejscowego KDW (Kampf Doppeldecker Wasser) z 1916 roku. Ogółem wyprodukowano 146 egzemplarzy. Następcą samolotu był jednopłat Hansa-Brandenburg W.29. Większości maszyn użyto bojowo w patrolach nad Morzem Północnym – podczas jednego z nich W.12 zestrzelił brytyjski sterowiec C.27.

### W Holandii
Po wojnie, od 1919 roku, 35 samolotów na licencji zbudowała holenderska firma Van Berkel jako model W-A. Takie samoloty znajdowały się na wyposażeniu kanonierek typu Flores oraz krążownika Hr.Ms. „Java”.

## Opis konstrukcji

Silnik Mercedes D.IIIa eksponowany w MLP w Krakowie

Wodnosamolot zaprojektowano jako dwumiejscowy, dodając z tyłu stanowisko uzbrojonego w ruchomy karabin maszynowy obserwatora-strzelca. Konstrukcja miała skierowany w dół ster pionowy, dzięki czemu nie ograniczał on pola ostrzału tylnej półsfery. Konstrukcja drewniana, 2 pływaki. Uzbrojenie: 1 lub 2 zsynchronizowane karabiny maszynowe Spandau lMG 08 7,92 mm umieszczone z przodu kadłuba oraz ruchomy karabin maszynowy Parabellum LMG 14 7,92 mm w tylnej kabinie. 